# 7 Wonders Duel
7 Wonders Duel è un gioco di carte in stile tedesco ideato da Antoine Bauza e Bruno Cathala, pubblicato nel 2015 dalla Repos Production e in Italia da Asmodee Italia. 7 Wonders Duel rappresenta uno spin-off del gioco 7 Wonders, ma a differenza di quest'ultimo, il gioco è riservato esclusivamente a due giocatori.

## Il gioco
Al centro del tavolo viene posizionato il piccolo tabellone rappresentante il tracciato militare costituito da caselle raggruppate in zone da bordi tratteggiati. Alla estremità sono rappresentate le capitali distrutte e in fiamme dei due giocatori. Al centro del tracciato viene collocato la pedina conflitto. Nella parte superiore troveranno posto cinque segnalini progresso pescati a caso da quelli disponibili.
Il gioco viene giocato in tre turni rappresentanti tre epoche, una più avanzata dell'altra. Ad ogni epoca è associato un mazzo di carte che rappresentano materie prime, prodotti finiti, strutture militari, civili, commerciali, scientifiche e gilde. Prima della partita vengono rimosse tre carte a caso dai mazzi della prima e seconda epoca mentre al mazzo della terza vengono aggiunte tre carte speciali gilda.
Viene poi mescolato il mazzo delle meraviglie composto da 12 carte e si prendono le prime quattro: il primo giocatore (scelto a caso) ne sceglie una, il secondo giocatore ne prende invece due e l'ultima carta meraviglia va al primo giocatore. Si ripete l'operazione con altre quattro carte meraviglia, ma questa volta il primo che sceglie è il secondo giocatore. A questo punto ogni giocatore avrà a disposizione quattro meraviglie che potrà costruire durante il gioco. 
Ad ogni giocatore inoltre vengono distribuite sette monete.
All'inizio di ogni era le carte del mazzo vengono disposte secondo uno preciso schema: alcune carte saranno poste scoperte a faccia in su mentre altre coperte. 
Ogni giocatore nel proprio turno dovrà prendere una carta accessibile, ovvero scoperta e che non sia coperta da altre carte. Con la carta scelta si possono eseguire tre azioni:
- Costruire la struttura, ovvero porre la carta davanti a sé pagandone il relativo costo ove previsto;
- Scartare la carta: questa operazione dà diritto a 2 monete più una per ogni carta commerciale (di colore giallo) nella città;
- Costruire la meraviglia: la carta viene posta sotto la relativa meraviglia e viene pagato il costo della carta meraviglia e non della carta scelta. Da questo punto in poi in ogni turno il giocatore avrà i benefici indicati sulla carta. Durante tutta la partita sarà possibile costruire solo sette delle otto meraviglie in gioco. Quando uno dei due giocatori costruisce la settima meraviglia (sommando quelle di entrambi), l'ottava verrà scartata.

Una partita termina alla fine della terza epoca (vittoria civile) da colui che ha il maggior numero di punti vittoria oppure termina immediatamente e in qualsiasi epoca al verificarsi della supremazia militare o scientifica. Il primo caso si verifica se il segnalino conflitto posto al centro del tracciato raggiunge la capitale del giocatore avversario (giocando carte rosse e muovendo la pedina di tanti spazi quanti sono gli scudi raffigurati sulla carta) mentre il secondo se il giocatore colleziona 6 simboli scientifici diversi (raffigurati sulle carte verdi) sui sette disponibili in gioco. Se durante la partita un giocatore ha davanti a sé due carte con lo stesso simbolo scientifico ha diritto a scegliere un segnalino progresso che gli darà particolari benefici per tutta la partita.

## Espansioni
Nel 2016 viene pubblicata la prima espansione del gioco: 7 Wonders Duel: Pantheon. Durante la prima era verranno scelte delle divinità da piazzare nel Pantheon coperte più la carta portale. Le carte vengono scoperte al termine della prima era e scelte nella seconda e terza epoca. Ogni divinità darà dei benefici da applicare immediatamente. Vengono inoltre aggiunte 2 nuove meraviglie alle dodici presenti nella scatole base.
Successivamente verrà introdotta la seconda espansione "7 Wonders Duel: Agorà". Utilizzando questa espansione si avrà accesso alle camere e alle carte del senato che possono essere conquistate fornendo benefici o svantaggi all'avversario.

## Premi e riconoscimenti
Il gioco ha vinto i seguenti premi e avuto i seguenti riconoscimenti:
- 2015
  - Tric Trac: nominato;
  - Tric Trac d'Or: vincitore;
  - Swiss Gamers Award: vincitore;
  - Meeples' Choice: nominato;
  - Jocul Anului în România Beginners: finalista;
  - Golden Geek Board Game of the Year: nominato;
  - Golden Geek Best Strategy Board Game: nominato;
  - Golden Geek Best Card Game: vincitore;
  - Golden Geek Best 2-Player Board Game: vincitore;
  - Premio À la Carte: vincitore.
- 2016
  - Spiel des Jahres: gioco raccomandato[2];
  - International Gamers Award: gioco vincitore nella categoria "General Strategy: Two-players";
  - As d'Or - Jeu de l'Année: gioco nominato.

L'espansione invece ha vinto i seguenti premi:
- 2016
  - Golden Geek Best Board Game Expansion: vincitore.